# Megafoonuitlaat

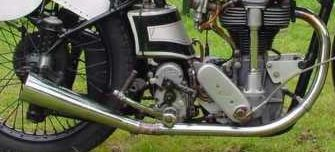
Megafoonuitlaat op een Norton uit 1937

Een megafoonuitlaat is een wijduitlopende uitlaatdemper voor viertaktmotoren.
De megafoon was een van de eerste vormen van demping die in motorraces werd gebruikt. 